# Maison Ikkoku
Maison Ikkoku (яп. めぞん一刻, Mezon Ikkoku, укр. Прибутковий будинок Іккоку) — серія манґи, написана та проілюстрована Руміко Такахасі. Серіал виходив у журналі Big Comic Spirits видавництва Shogakukan з листопада 1980 року по квітень 1987 року, глави були зібрані у 15 томів танкобонів. Це романтична комедія про групу ексцентричних людей, які живуть у прибутковому будинку в Токіо 1980-х років. У центрі сюжету — стосунки, що поступово розвиваються між Юсаку Ґодаєм, бідним студентом, якому не пощастило, та Кьоко Отонасі, молодою, нещодавно овдовілою менеджеркою будинку.
Манґа була адаптована в дев'яносто шість епізодів аніме-серіалу, створеного Studio Deen, який транслювався на Fuji TV з березня 1986 року по березень 1988 року. Також було створено фільм, три оригінальні відео-анімації (OVA) і спеціальну музичну стрічку, а також ігровий фільм, знятий Toei у 1986 році. У травні 2007 року на TV Asahi вийшов спешл у вигляді телесеріалу, а фінал вийшов у липні 2008 року.
Манґа Maison Ikkoku була успішною як і серед критиків, так і з комерційної точки зору, накладом понад 25 мільйонів примірників, що робить її одним із найбільш продаваних серій манґи.

## Сюжет
Основні події розгортаються в прибутковому домі Іккоку, зношеному та старому будинку у вигаданому токійському районі Токеідзака (яп. 時計坂), де мешкає 20-річний абітурієнт Юсаку Ґодай. Хоча він чесний і добродушний, але безвольний, його часто використовують у своїх цілях дивакуваті мешканці, які живуть разом із ним: Йоцуя, Акемі Роппонґі та Ханае Ітіносе. Коли він збирається з'їжджати, його зупиняє на порозі вродлива Кьоко Отонасі, яка оголошує, що стане керуючою будинку. Ґодай одразу ж закохується в неї і вирішує залишитися. Ґодай та інші орендарі дізнаються, що, незважаючи на свій молодий вік, Кьоко — вдова, яка вийшла заміж за свого шкільного вчителя, який трагічно загинув невдовзі після цього. Ґодай співчуває Кьоко і намагається звільнити її від смутку. Йому вдається набратися сміливості, щоб зізнатися їй у коханні, і починає здаватися, що між ними можуть зародитися стосунки. Однак у своєму тенісному клубі Кьоко знайомиться з багатим, вродливим і чарівним тренером Сюн Мітакою. Мітака швидко заявляє про свій намір залицятися до Кьоко і каже, що він дуже терплячий і може почекати, поки її серце буде готове.
Ґодай, не бажаючи здаватися, продовжує залицятися до Кьоко, але через низку непорозумінь Кьоко і Мітака бачать, які він гуляє з милою і невинною Кодзуе Нанао. До кінця серіалу Кодзуе помилково сприймають як дівчину Ґодая (і сама Кодзуе також). Розлючена цим, Кьоко починає відкрито зустрічатися з Мітакою. Незважаючи на непорозуміння, Кьоко і Ґодай явно мають почуття одне до одного, і їхні стосунки зростають протягом серіалу. Зрештою, Ґодаю вдається вступити до коледжу і, за допомогою родини Кьоко, він починає викладати в колишній школі Кьоко. Майже дзеркально повторюючи зустріч Кьоко з чоловіком, Ґодай привертає увагу юної та зухвалої студентки Ібукі Яґамі, яка одразу ж починає його переслідувати. Її відверта поведінка різко контрастує з Кьоко, і це допомагає Кьоко зіткнутися віч-на-віч зі своїми почуттями до Ґодая.
Тим часом на заваді зусиллям Мітаки стає його фобія собак, адже Кьоко має великого білого пса на ім'я Соітіро, названого на честь її покійного чоловіка. Зрештою, він долає свою фобію, але коли він збирається освідчитися Кьоко, його родина починає підштовхувати його до шлюбу з чистою і невинною спадкоємицею Асуною Кудзьо. Відчуваючи тиск, Мітака починає залицятися до Кьоко з дедалі більшою агресією. Він поступово розуміє, що вона зупинила свій вибір на Ґодаї і чекає, коли він знайде роботу і зробить їй пропозицію. Мітака остаточно вибуває з перегонів, коли йому здається, що він переспав з Асуною, яка згодом оголошує про вагітність. Взявши на себе відповідальність, він освідчується Асуні, але занадто пізно дізнається, що вагітною була її собака, а не вона сама; проте він повністю усвідомлює, що кохав її з першої зустрічі, і обіцяє, що ніколи не змусить її почуватися другою найкращою в їхньому шлюбі.
Коли справи Ґодая починають йти добре, в його житті знову з'являється Кодзуе Нанао. Кодзуе каже Ґодаю та іншим мешканцям Дому Іккоку, що хоче вийти заміж за іншого чоловіка, хоча Ґодай сказав, що має власну пропозицію, що змушує Кодзуе повірити в те, що він зробив їй пропозицію (що є ще одним непорозумінням). Кьоко, почуваючись дурною і зрадженою, дає Ґодаю ляпаса і вимагає, щоб він з'їхав. Коли Ґодай відмовляється, він прокидається наступного ранку і бачить, що вона повернулася до батьків, а її кімната порожня. Ґодай намагається пояснити всю ситуацію і щодня навідується до Кьоко, хоча вона не відчиняє йому двері. Трохи заспокоївшись, Кьоко перевіряє будинок і стикається з іншими мешканцями. Вони намагаються переконати її повернутися.
Спокуслива Акемі, відчуваючи, що Кьоко все ще вагається, погрожує спокусити Ґодая, якщо Кьоко не захоче його. Пізніше вона каже іншим мешканцям, що сказала це лише для того, щоб залякати Кьоко і змусити її повернутися. Це обертається проти нього, коли Ґодая бачать, як він залишає готель кохання з Акемі (він був там лише для того, щоб позичити їй грошей). Це призводить до того, що Кодзуе вирішує одружитися з іншим чоловіком. Коли Кьоко збирається повернутися до Дому Іккоку, вона дізнається, що Ґодай порвав з Кодзуе, але вона думає, що він переспав з Акемі. Вона ображає його, каже, що ненавидить, і тікає. Ґодай йде за нею, пояснюючи, що вона не довіряє йому і що, незважаючи на інших дівчат, вона ніколи не зважала на одну важливу річ: почуття Ґодая. Він пристрасно каже їй, що кохає лише її: з першої миті, як він її побачив, вона була єдиною жінкою в його очах. Після того, як Кьоко нарешті вирішує більше не стримувати своїх почуттів до Ґодая, вони освідчуються одне одному в коханні, і наступного ранку вона щасливо зізнається, що кохала його найдовше. Подолавши останній бар'єр у вигляді отримання роботи вчителем, Ґодай освідчується Кьоко, і з благословення обох родин вони одружуються. Історія закінчується тим, що Ґодай і Кьоко повертаються додому з новонародженою донькою Харукою, і Кьоко розповідає, що Дім Іккоку — це місце, де вони вперше зустрілися.

## Виробництво
Такахасі створила Maison Ikkoku як історію кохання, яка може статися в реальному світі. Спочатку вона хотіла почати серіал, зосередившись лише на стосунках Кьоко та Ґодая, перш ніж перейти до включення інших орендарів у «людську драму», але сказала, що історія кохання привернула її більше та взяла верх. Деякий час вона хотіла створити історію про житловий комплекс, адже коли вона жила в квартирі в Нагано під час навчання в коледжі, за нею стояла ще одна занедбана квартира. Натхненням послужили дивні дії людей, які там жили.
Це був головний редактор Big Comic Spirits Кадзуя Сіраї, який найняв Такахасі для щойно запущеного журналу сейнен-манґи. Соітіро Судзукі, третій редактор Такахасі в Maison Ikkoku, починаючи з восьмого чи дев'ятого розділу, пояснив, що наявність молодої перспективної жінки-манґаки привернула велику увагу для нового журналу. Судзукі також сказав, що Такахасі обрала жанр романтичної комедії для нового серіалу через старшу демографію читачів журналу, але зазначив, що на початку все ще було відчуття дурної комедії, як в Urusei Yatsura. За словами Сіраї та Судзукі, Maison Ikkoku був популярний із самого початку.
Такахасі працювала над Maison Ikkoku одночасно з тижневою манґою Urusei Yatsura. Частота випуску нової манґи змінювалася, як і розклад Big Comic Spirits: він починався як щомісячний журнал, через шість місяців перейшов на два рази на місяць і став щотижневим виданням у 1986 році. В інтерв'ю під час серіалізації Такахасі заявила, що зазвичай в неї займало два дні, щоб створити історію та намалювати чернетки, а потім одну ніч, щоб закінчити їх. На той час у неї було три асистентки. Вона принципово відмовлялася від асистентів-чоловіків, щоб вони не відволікалися. За словами Судзукі, коли серіал став щотижневим, кількість помічниць зросла до п'яти. У назві серіалу використовується французьке слово maison («будинок») і воно перекладається як «Будинок однієї миті». Історія розгортається протягом шести років, що приблизно відповідає періоду видання серіалу.

## Медіа

### Манґа
Написаний та проілюстрований Руміко Такахасі, Maison Ikkoku випускався в журналі Big Comic Spirits у вигляді 162 розділів з 15 листопада 1980 року до 20 квітня 1987 року. Розділи були зібрані та видані в 15 томах з 1 травня 1982 року до 1 липня 1987 року.

### Радіодрама
Радіодрама транслювалася 20 листопада 1982 року на NHK Radio 1 в рамках епізоду програми «Радіокомікси». Сегмент вели Ю Мідзусіма та Кейко Йокодзава, а гостем був художник манґи Дзюн Ісіко. Він також містив інтерв'ю Мідзусіми з Руміко Такахасі. Музику до епізоду написав Ітіро Мізукі.

### Аніме
Maison Ikkoku був адаптований у дев'яносто шість епізодів аніме-серіалу від Studio Deen. Він транслювався на Fuji TV з 26 березня 1986 року по 2 березня 1988 року. Виробничий персонал раніше працював над аніме-адаптацією попередньої роботи Такахасі, Urusei Yatsura. Після завершення виробництва цього серіалу команда перейшла безпосередньо до Maison Ikkoku, і серіал зайняв часовий проміжок Urusei Yatsura. Новий ремастер серіалу у форматі HD було створено та випущено на двох дисках Blu-ray у Японії. Перша коробка була випущена 25 грудня 2013 року, а друга — 23 квітня 2014 року.
Анімаційний театральний фільм під назвою «Останній розділ» був випущений 6 лютого 1988 року як подвійний фільм з фільмом Urusei Yatsura «Фільм 5: Останній розділ». 25 вересня 1988 року була випущена оригінальна відео-анімація Through the Passing Seasons, яка підсумовує історію. У листопаді 1989 року було випущено відео під назвою «Музичний парад караоке», у якому зібрано всі початкові та кінцеві анімації телевізійних аніме. Shipwrecked on Ikkoku Island вийшов 31 січня 1991 року та адаптував одну з історій манґи, тоді як Prelude Maison Ikkoku: When the Cherry Blossoms Return in Spring використовує всі спогади про життя Кьоко до того, як вона переїхала в Дім Іккоку і була випущена на 25 червня 1992 року.

### Ігровий фільм
Жива адаптація Maison Ikkoku була випущена 10 жовтня 1986 року компанією Toei.
12 травня 2007 року на телеканалі TV Asahi відбулася прем'єра спешлу у вигляді серіалу. У ньому знялися Тайкі Накабаясі в ролі Юсаку та Місакі Іто в ролі Кьоко. Фінал шоу вийшов в ефір 26 липня 2008 року під назвою Maison Ikkoku Kanketsuhen і з Акіною Мінамі в ролі Кодзуе Нанао та Іккі Савамура в ролі Сюна Мітаки.

### Музика
Починаючи з 1986 року, різні збірки тематичних пісень, супутньої музики, альбомів персонажів і музичних календарів були випущені на платівках, касетах, компакт-дисках і VHS. Більшість альбомів було випущено через Kitty Records. У серії Maison Ikkoku Sound Theater із 48 дисків вийшли повні саундтреки до всіх 96 епізодів у вигляді аудіо-драм. Додатковий реліз Sound Theater містив аудіо з OVA Side Story: Ikkoku Island Flirtation Story і Prelude, When the Cherry Blossoms Return in the Spring.
Два бокс-сети, Maison Ikkoku CD Single Memorial File і Maison Ikkoku Complete Music Box, зібрали всі тематичні пісні та додаткову музику з аніме.

### Інше медіа
Було випущено кілька відеоігор, заснованих на Maison Ikkoku, першою була Maison Ikkoku: Omoide no Photograph (яп. めぞん一刻 ～想いでのフォトグラフ～) розроблена Microcabin, яка була спочатку випущена в 1986 році для PC-9801 і PC Engine до перенесення на Famicom у 1988 році компанією Bothtec. Microcabin також створили Maison Ikkoku Kanketsuhen: Sayonara, Soshite...... (яп. めぞん一刻完結篇 ～さよなら、そして……～) у 1988 році для PC-9801 і MSX2. Три відеоігри для слот-машин також були випущені в 2006, 2009 і 2012 роках.
Серіал був показаний у кліпі «I'm Alive» американської співачки і авторки пісень Нори Джонс, який вийшов у жовтні 2020 року. Серіал був обраний через схожість жіночої фігури тексту пісні з Кьоко Отонасі.

## Сприйняття
Maison Ikkoku має в обігу понад 25 мільйонів зібраних томів. У 2002 році Крістофер Макдональд, співредактор Anime News Network, написав, що хоча й далеко не найпопулярніший, Maison Ikkoku багато хто вважає найкращим твором Руміко Такахасі. Незважаючи на те, що всі її манґи мають романтичний аспект, він сказав, що через відсутність надприродних елементів чи інопланетян, проста передумова Maison Ikkoku у вигляді студента університету, який закохується у свою керуючу, є буденною порівняно з іншими її творами, але саме ця чудово створена романтична історія робить це її найкращою роботою. Макдональд писав, що спільною рисою з більшістю інших робіт Такахасі є «абсолютна, непідробна веселість», але ця робота відрізняється тим, що в ній зображені кумедні ситуації, які насправді трапляються в реальному світі. Як і Макдональд, Моргана Сантіллі з Comics Beat зазначила, що Maison Ikkoku є аномалією в бібліографії Такахасі, оскільки вона не містить жодної фантазії чи магічних елементів, але містить її характерні безглузді ромком-вигадки про «ревнивих потенційних коханців, безліччю безглуздих падінь і непотрібно ускладнених непорозумінь», що робить манґу такою ж чарівною і веселою, як і такі популярні твори, як «Ранма ½».
Джейсон Томпсон стверджував, що, хоча Maison Ikkoku не був першим ромкомом для чоловіків, він «майже напевно найкращий» і, безперечно, найкраща робота Такахасі. Він також заявив, що оскільки головний герой є студентом університету, Maison Ikkoku є «трохи складнішим» порівняно з Kimagure Orange Road. Anime News Network (ANN) поставили манзі оцінку «A» за її історію та «A−» за її ілюстрації, заявивши, що серіал демонструє майстерність Такахасі; «з чітким планом і досить простим сюжетом вона здатна зосередитися на персонажах, використовуючи їх для розвитку історії, водночас забезпечуючи належну реакцію читача, призначену для кожної сцени». Вони зауважили, що історія зосереджена на стосунках Юсаку та Кьоко, а інші персонажі використовуються лише «для створення конфліктів, експозиції та комедійного полегшення».
Коментуючи англійський випуск манґи у 2020 році, Деріл Сурат з Otaku USA написав: «Після десятиліть похідних від Maison Ikkoku оригінальна хітова манґа залишається такою ж чудовою, якою вона була в 1980-х роках». Він також зазначив, що на відміну від «будь-якої іншої романтичної комедії Руміко Такахасі», ця насправді має закінчення. Кейтлін Мур з ANN назвала Maison Ikkoku «позачасовим і універсальним» і найбільш обґрунтованим і прямолінійним романом у творчості Такахасі, де, хоча з самого початку зрозуміло, хто головна пара і що вони закохаються до кінця, не зрозуміло, як це станеться. Оскільки Кьоко була вдовою, вона назвала манґу одним із найкращих зображень повільної та безладної природи процесу горя. Хоча вона відзначила, що стиль рисовки вже застарілий, Мур відчула, що він все ще добре сприймається завдяки своєму простому, але виразному дизайну, і що обстановка передмістя Токіо створює позачасове відчуття. Мур закінчила свою рецензію такими словами: «Я давно вважаю Maison Ikkoku однією з найкращих історій кохання всіх часів, але це набагато більше, ніж це. Це романтика, комедія, історія дорослішання, історія втрати та відновлення». Компанія Right Stuf Inc. назвала Maison Ikkoku класичним романтичною комедією, який має багато сильних сторін сучасних ситкомів, і похвалила перепалки між персонажами як завжди веселий, а роман між Ґодаєм і Кьоко — як тонкий і милий. Вони описали стиль рисовки як такий, що надає героям «комедійну примхливість», і висловили думку, що «хороше мистецтво ніколи не застаріває, тому що гарне мистецтво поза часом».
Аллен Дайверс з ANN написав позитивні відгуки про аніме, сказавши: «Краса Maison Ikkoku полягає в тому, що весь склад персонажів відчувається досить динамічним, щоб кожен міг бути центром епізоду, не відриваючись від основної ідеї серіалу» і назвав його обов'язковим до перегляду любителям романтичних комедій. Мелісса Стерненберг з THEM Anime Reviews дала шоу ідеальну оцінку п'ять зірок, назвавши розвиток між двома головними героями освіжаючим і похваливши другорядних персонажів за їхню реакцію на те, що відбувається навколо них. Хоча вона зазначила, що музика та звукові ефекти можуть здатися застарілими. Вона закінчила словами: «Можливо, ніколи не буде „найкращого аніме-серіалу всіх часів“, але я можу побитися об заклад на хорошу суму грошей, що цей серіал увійде до п'ятірки найкращих за версією більшості (поважних) глядачів аніме». У 2005 році TV Asahi випустили два списки 100 найкращих аніме; Maison Ikkoku посів 80 місце в загальнонаціональному опитуванні багатьох вікових груп і 89 місце в Інтернет-опитуванні. Опитування NHK у 2019 році серед 210 061 людини показало, що Maison Ikkoku названо третьою найкращою анімаційною роботою Такахасі.